# Resultados do Carnaval de Juiz de Fora em 2013
Resultados do Carnaval de Juiz de Fora em 2013, cujos desfiles ocorrem na Avenida Brasil. e com a apuração ocorrendo no dias 11 e 12 de fevereiro. No dia 12 de fevereiro, ocorreu o desfile das campeãs.
| Grupo A   | Grupo A                       | Grupo A | Grupo A         | Grupo A           |
| Colocação | Escola                        | Pontos  | Nota            | Ref.              |
| --------- | ----------------------------- | ------- | --------------- | ----------------- |
| 1º        | Unidos do Ladeira             | 109,7   |                 | [ 3 ] [ 4 ]       |
| 2º        | Real Grandeza                 | 109     |                 | [ 3 ] [ 4 ]       |
| 3º        | Turunas do Riachuelo          | *       |                 | [ 3 ]             |
| 5º        | Mocidade Alegre de São Mateus | *       |                 | [ 3 ]             |
| 6º        | Unidos das Vilas do Retiro    | 105,2   | Rebaixada       | [ 3 ] [ 4 ] [ 5 ] |
| 7º        | Partido Alto                  | 103     | Rebaixada       | [ 3 ] [ 4 ] [ 5 ] |
| Grupo B   |                               |         |                 |                   |
| Colocação | Escola                        | *       | Nota            | Ref.              |
| 1º        | Juventude Imperial            | *       | Promovida       | [ 6 ]             |
| 2º        | Feliz Lembrança               | *       |                 | [ 6 ]             |
| 3º        | Acadêmicos do Manoel Honório  | *       |                 | [ 6 ]             |
| 6º        | Vale do Paraibuna             | *       | Rebaixada       | [ 6 ]             |
| Grupo C   |                               |         |                 |                   |
| Colocação | Escola                        | *       | Nota            | Ref.              |
| *         | Águia de Ouro                 | *       | Desclassificada | [ 6 ]             |

- Participou do grupo A a escola Mocidade Independente do Progresso.[1]
- Participaram do grupo B as escolas Rivais da Primavera e União das Cores.[1]